# Bénédictines de la rue Monsieur

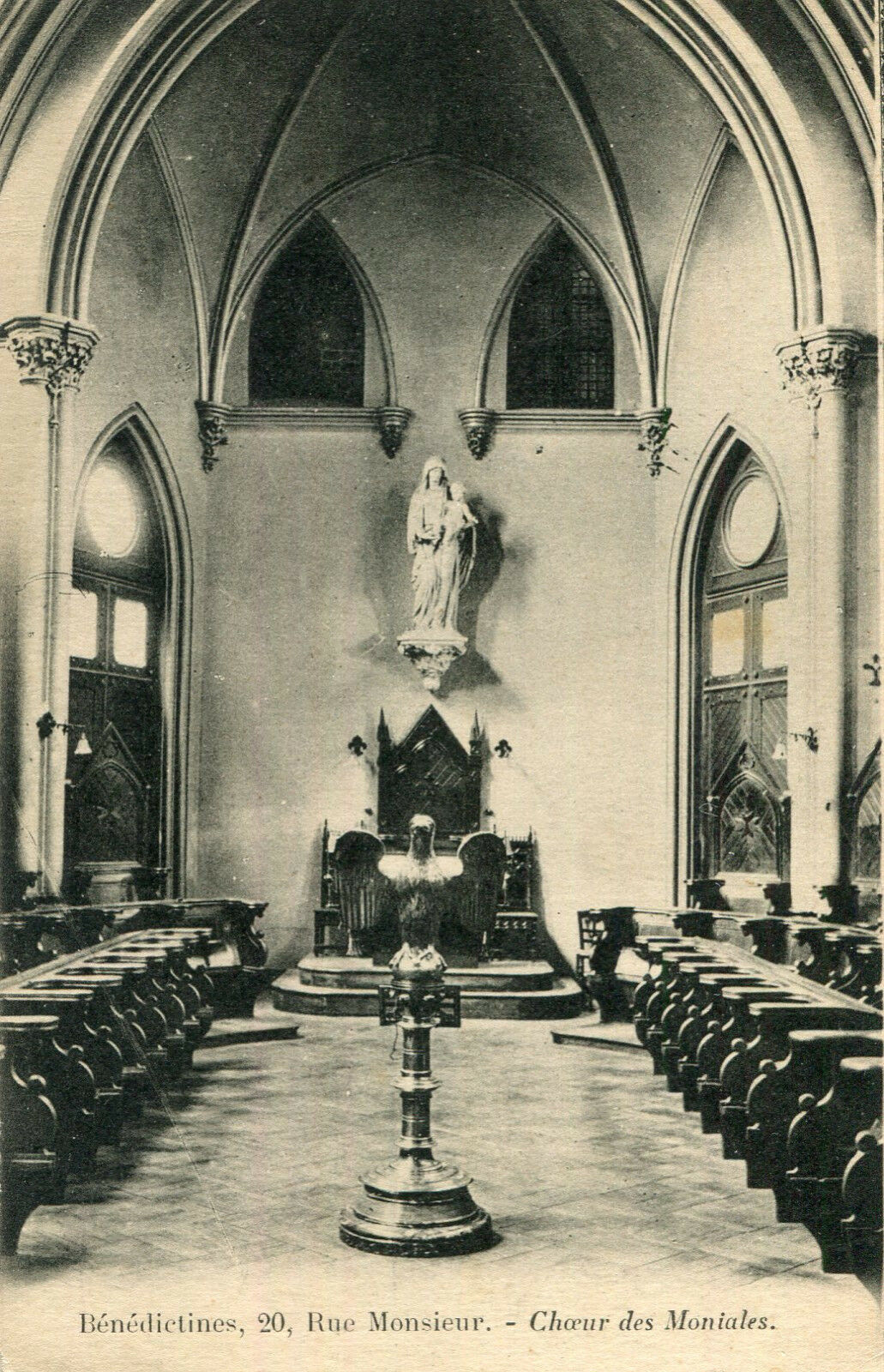
Chapelle des bénédictines de la rue Monsieur.

Les Bénédictines de la rue Monsieur formaient au sein de l'abbaye Saint-Louis du Temple puis au 20 rue Monsieur à Paris, une communauté religieuse qui exerça un rôle considérable dans le monde des intellectuels catholiques français depuis la seconde moitié du XIXe siècle jusqu'à la veille de la Seconde Guerre mondiale. C'est chez elles que Jacques Rivière puis Gabriel Marcel retournèrent au catholicisme.

## Origines
À l'origine, la communauté fut érigée en 1816 au sein de l'ordre des Bénédictines de l'Adoration perpétuelle du Très Saint Sacrement, congrégation fondée par Mechtilde du Très Saint Sacrement à la fin du XVIIe siècle. La fondatrice était la princesse Louise-Adélaïde de Bourbon-Condé (1757-1824), dite « Mademoiselle de Condé », fille de Louis V Joseph de Bourbon-Condé et tante du dernier duc d'Enghien. Mlle de Condé avait prononcé ses vœux chez les Bénédictines de l'Adoration perpétuelle du Très Saint Sacrement à Varsovie pendant l'émigration et était devenue en religion mère Marie-Joseph de la Miséricorde.
Au début de la Restauration, le roi Louis XVIII lui accorda à titre de monastère l'ancien palais du Temple de Paris, au sein du domaine où la famille royale avait été emprisonnée au cours de la Révolution. La première messe du monastère fut célébrée le 4 décembre 1816 par leur supérieur l'abbé d'Astros. 
Les bénédictines de l'Adoration perpétuelle du Saint-Sacrement ne purent demeurer que trente ans à l'abbaye de Saint-Louis-du-Temple : elles s'en virent expulsées au lendemain de la révolution de 1848 et, en 1851, elles firent l'acquisition de l'hôtel de Montesquiou, au 20, rue Monsieur, dans l'actuel 7e arrondissement de Paris. On dénombrait alors 43 religieuses.
Ce fut là qu'elles restèrent pendant près d'un siècle, désormais connues sous le nom de « Bénédictines de la rue Monsieur ».

## Le monastère de la rue Monsieur

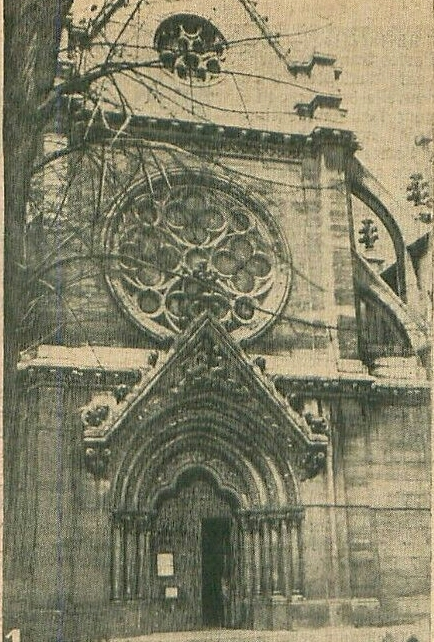
Chapelle des bénédictines de la rue Monsieur en 1932.

Aux bâtiments d'origine, les religieuses adjoignirent un cloître et une chapelle néogothiques, construits par l'architecte Clément Parent. Elles aménagèrent un pensionnat pour jeunes filles et y assurèrent une activité d'enseignantes jusqu'à la loi Combes en 1905. Dans le même temps, Huysmans fréquenta la chapelle de la rue Monsieur à partir de 1891, sur les conseils de l'abbé Mugnier. Après son départ de Ligugé (monastère bénédictin abandonné à la suite de la loi de 1901 sur les associations), où il fit sa profession d'oblat, il finit par habiter un appartement à l'intérieur de l'hôtel de Montesquiou, en 1901-1902, pendant qu'autour du monastère se constituait un cercle d'ecclésiastiques et d'intellectuels catholiques. Parmi les premiers figuraient dom Jean-Martial Besse (1861-1920), qui fut l'aumônier du couvent, Mgr Vladimir Ghika, Jean-Pierre Altermann et Maurice Zundel. Parmi les seconds, réunis autour de Jacques et Raïssa Maritain, on citera Louis Massignon, Daniel-Rops, Paul Claudel, Emmanuel Mounier, Isabelle Rivière, Charles Du Bos, François Mauriac, Julien Green. Beaucoup d'entre eux étaient des convertis.
En 1938, les religieuses durent quitter les lieux, et les nouvelles constructions, dont la chapelle, furent rasées. Les Bénédictines s'installèrent d'abord à Meudon jusqu'en 1951, puis à Limon-Vauhallan, où elles se trouvent aujourd'hui.
À la suite du départ des Bénédictines de la rue Monsieur en 1938, une partie du cercle d'intellectuels se reforma autour des Maritain et de l'abbé Jean-Pierre Altermann pour fonder une association religieuse, la Maison d'Ananie.